# Mario Celoria
Mario Celoria (* 26. August 1911 in Alessandria, Italien; † 20. November 1984) war ein italienischer Fußballspieler, er spielte auf der Position eines offensiven Mittelfeldspielers.

## Karriere
Zur Saison 1938/39 wechselte Mario Celoria von seinem Heimatklub US Alessandria Calcio zum damaligen Serie-B-Verein AC Florenz, hier schaffte er in seiner ersten Saison den Aufstieg in die Serie A. Er betritt in dieser Saison 33 Spiele und erzielte hierbei neun Tore. In der folgenden Saison konnte Mario Celoria seinen einzigen Titelgewinn in seiner gesamten Karriere verbuchen, er wurde nämlich mit dem AC Florenz italienischer Pokalsieger. In dieser Saison erzielte er in fünf Pokalspielen fünf Tore, darunter auch das einzige Tor im Pokalfinale gegen den CFC Genua.

## Vereine
- Alessandria
- AC Florenz Serie B 1938/39 – 1939/40 33 Spiele – 9 Tore
- AC Florenz Serie A 1939/40 – 1940/41 26 Spiele – 3 Tore
- AC Florenz Coppa Italia 1938/39 – 1940/41 9 Spiele – 5 Tore
- AC Liguria

## Zusammenfassung
- Serie A 33 Spiele – 9 Tore
- Serie B 26 Spiele – 3 Tore
- Coppa Italia 9 Spiele – 5 Tore

Total: 68 Spiele – 17 Tore

## Erfolge
- Coppa Italia: 1939/40